# Omloop van het Houtland 1986
L'Omloop van het Houtland 1986, quarantaduesima edizione della corsa, si svolse il 2 ottobre 1986 su un percorso di 143 km, con partenza e arrivo a Lichtervelde. Fu vinto dal belga Willem Wijnant della TeVe Blad-Eddy Merckx davanti ai suoi connazionali Dirk Demol e Werner Devos.

## Ordine d'arrivo (Top 10)
| Pos. | Corridore       | Squadra                          | Tempo    |
| ---- | --------------- | -------------------------------- | -------- |
| 1    | Willem Wijnant  | TeVe Blad-Eddy Merckx            | 3h38'00" |
| 2    | Dirk Demol      | Fangio-Lois-Mavic                |          |
| 3    | Werner Devos    | Roland-Van De Ven                |          |
| 4    | Patrick Cocquyt | Hitachi-Marc-Splendor            |          |
| 5    | Martial Gayant  | Système U                        |          |
| 6    | Filip Cottenies | Miko-Tonissteiner-Carlos-Fevrier |          |
| 7    | Dirk Clarysse   | TeveBlad-Merckx-Santini          |          |
| 8    | Luc Desmet      | TeveBlad-Merckx-Santini          |          |
| 9    | Willy Teirlinck | Sigma Coating                    |          |
| 10   | Ludo Frijns     | Robland-La Clair Fontain         |          |